# Gloria Marín
Gloria Marín, nome d'arte di Gloria Ramos Luna (Città del Messico, 19 aprile 1919 – Città del Messico, 13 aprile 1983), è stata un'attrice messicana, considerata come una degli artisti della cosiddetta "età d'oro" del cinema messicano.

## Biografia
Figlia di Pedro Mendez Armendariz e Maria Laura Ramos Luna (conosciuta come Laura Marín), conservò il cognome della madre per la sua carriera. Visse con il suo compagno di scena Jorge Negrete per circa 10 anni, e in seguito sposò Abel Salazar nel 1958, seguito da Carlos Denegri. Nel 1951 ebbe una figlia, Gloria Virginia.

## Filmografia
- Cruz de olvido (1984)
- Aquel famoso Remington (1982)
- Al rojo vivo (1980)
- Cancionera (1980)
- El Vuelo de la cigüeña (1979)
- En la trampa (1979)
- Honraras a los tuyos (1979)
- Lágrimas negras (1979)
- El coyote y la bronca (1978)
- La hora del silencio (1978)
- Acto de posesión (1977)
- Presagio (1975)
- Los perros de Dios (1974)
- La Hiena (1973)
- Mecánica nacional (1972)
- El festin de la loba (1972)
- Nadie te querrá como yo (1972)
- Los Hermanos coraje (1972)
- Una Vez, un hombre (1971)
- Ave sin nido (1971)
- Maldición de la blonda (1971)
- El Oficio mas antiguo del mundo (1970)
- Prohibido (1970)
- El criado malcriado (1969)
- Primera comunión (1969)
- Las visitaciones del diablo (1968)
- Bromas, S.A. (1967)
- La muerte es puntual (1967)
- La piel de Zapa (1964)
- La justicia del Coyote (1956)
- El caso de la mujer asesinadita (1955)
- El coyote (1955)
- Pecado mortal (1955)
- Nuevo amanecer (1954)
- Ley fuga (1954)
- El fantasma se enamora (1953)
- Ni pobres ni ricos (1953)
- Un gallo en corral ajeno (1952)
- El derecho de nacer (1952)
- Mujer de medianoche (1952)
- Hay un niño en su futuro (1952)
- Siempre tuya (1952)
- El sol sale para todos (1950)
- El pecado de quererte (1950)
- Rincón brujo (1949)
- La venenosa (1949)
- Si Adelita se fuera con otro (1948)
- Bel Ami, regia di Antonio Momplet (1947)
- En tiempos de la inquisición (1946)
- La noche y tú (1946)
- El socio (1946)
- Canaima (1945)
- Hasta que perdió Jalisco (1945)
- Una mujer que no miente (1945)
- Crepúsculo (1945)
- Alma de bronce (1944)
- Así son ellas (1944)
- Una carta de amor (1943)
- Tentación (1943)
- El jorobado (1943)
- La posada sangrienta (1943)
- Qué hombre tan simpático (1943)
- ¡Qué lindo es Michoacán! (1943)
- La virgen que forjó una patria (1942)
- Historia de un gran amor (1942)
- El conde de Montecristo (1942)
- Seda, sangre y sol (1942)
- El que tenga un amor (1942)
- La gallina clueca (1941)
- ¡Ay Jalisco, no te rajes! (1941)
- El gendarme desconocido (1941)
- Amor chinaco (1941)
- El rápido de las 9:15 (1941)
- Cuando los hijos se van (1941)
- El jefe máximo (1940)
- Los apuros de Narciso (1940)
- Odio (1940)
- Cantinflas ruletero (1940)
- El muerto murió (1939)
- Cada loco con su tema (1939)
- La casa del ogro (1939)
- Cantinflas jengibre contra dinamita (1939)
- La tía de las muchachas (1938)
- Los millones de Chaflán (1938)

## Televisione
- Un rostro en el pasado (1960)
- La madrastra (1962)
- Gabriela (1964)
- Alma de mi alma (1965)
- Puente de cristal (1965)
- La dueña (1966)
- Engañame (1967)
- Mi amor por ti (1969)
- Piccolo amore (Mundo de juguete) (1974)